# Murder at 1600
Murder at 1600 (titulada en España: Murder at 1600: asesinato en la Casa Blanca y Asesinato en la Casa Blanca en Hispanoamérica) es una película estadounidense de suspense de 1997 dirigida por Dwight H. Little e interpretada por Wesley Snipes y Diane Lane.

## Argumento
En los lavabos de la Casa Blanca, la señora de la limpieza halla el cuerpo sin vida de la secretaria Carla Town, la cual ha sido asesinada. El detective Harlan Regis (Wesley Snipes) es el hombre encargado de investigar cómo se ha producido el suceso en un lugar a tan pocos metros de la habitación del Presidente además de averiguar quién lo hizo y por qué. Para ello cuenta con la ayuda de Nina Chance (Diane Lane), agente del Servicio Secreto y campeona olímpica en tiro; y asignada por el director del Servicio Secreto: Nick Spikings (Daniel Benzali) con el objetivo de mantenerle vigilado.
En paralelo con la trama principal, la Casa Blanca gubernamental está tratando de impedir un conflicto internacional ante una crisis de rehenes con Corea del Norte, razón por la que la popularidad del Presidente (Ronny Cox) está en mínimos, incluso entre su propio gabinete.

## Reparto
- Wesley Snipes es Detective Harlan Regis.
- Diane Lane es Agente Nina Chance.
- Daniel Benzali es Agente Nicolas "Nick" Spikings.
- Dennis Miller es Detective Stengel.
- Alan Alda es Consejero de Seguridad Nacional Alvin Jordan.
- Ronny Cox es Presidente Jack Neil.
- Diane Baker es primera dama Kitty Neil.
- Tate Donovan es Kyle Neil.
- Harris Yulin es General Clark Tully.
- Tom Wright es Agente Cooper.
- Nicholas Pryor es Paul Moran.
- Charles Rocket es Jeffrey.
- Nigel Bennett es Burton Cash.
- Tony Nappo es Luchessi.
- Tamara Gorski es Mujer joven del bar.
- Mary Moore es Carla Town.

## Producción
Arnold Kopelson, productor del film, declaró que estuvo pensando en la realización de la película tras cavilar respecto a "cuán vulnerable podría ser la Casa Blanca ante un posible asalto." Junto a Arnon Milchan, le ofreció el guion a Dwight H. Little, el cual aceptó el trabajo dada su experiencia en el cine de acción, aunque nunca había dirigido una película de suspense. 
El equipo técnico se puso en contacto con Wesley Snipes y Diane Lane para los papeles de Regis y Chance.
Aunque las escenas se rodaron principalmente en Washington D. C., las primeras localizaciones tuvieron lugares en Toronto y otros puntos de Ontario, Canadá. Puesto que el equipo de producción de Poder absoluto estuvieron utilizando el mismo set del Despacho Oval del film Dave, presidente por un día, para Murder at 1600 hubo que recrear otro en los estudios Cinespace en Kleinburg, Ontario. También se realizaron visitas a la Casa Blanca para tomar referencias para los escenarios. De acuerdo con el productor de diseño Nelson Coates: "es la obra arquitectónica más exacta". Hasta la fecha, el Despacho Oval continúa en los estudios y ha sido utilizado en otras producciones como Dick y The Sentinel.